# Карийон
Карийон е музикален перкусионен инструмент.
Думата карийон (carillon) има две значения:
- вид камбанария, и
- комплект от църковни камбани.

В смисъла на комплект камбани, карийон се среща най-често в католическите църкви. На него се свири посредством мануал, подобен на този на органа, състоящ се от клавиатура и педалиера с хроматично разположени педали.
Понякога карийонът се управлява посредством дървени лостове, разположени в хроматичен ред.
На карийон обикновено свирят пианисти или органисти, като самите камбани са свързани чрез механично устройство с мануала, който е разположен в самата сграда на църквата.
Репертоарът за карийон далеч не се изчерпва само с църковни сигнали, а включва коледни песни, меси дори транскрипции по произведения на Бах.